# Topoleane, Stara Zagora
Topoleane (în bulgară Тополяне) este un sat în comuna Radnevo, regiunea Stara Zagora,  Bulgaria. 

## Demografie
Componența etnică a satului Topoleane
     Bulgari (98,17%)
     Nicio identificare (1,82%)
     Altele (0%)
La recensământul din 2011, populația satului Topoleane era de 164 locuitori. Din punct de vedere etnic, majoritatea locuitorilor (98,17%) erau bulgari. Pentru 1,82% din locuitori nu este cunoscută apartenența etnică.